# Sd.Kfz.247
Sd.Kfz.247 – niemiecki opancerzony wóz dowodzenia z okresu II wojny światowej. Przed rozpoczęciem wojny wyprodukowano 10 6-kołowych modeli oznaczonych Ausf. A, w trakcie działań wojennych wyprodukowano 58 egzemplarzy 4-kołowych oznaczonych Ausf. B. Właściwą nazwą pojazdu jest schwerer geländegängiger gepanzerter Personenkraftwagen (niem. Ciężki terenowy pojazd opancerzony).

## Opis
Sd.Kfz.247 charakteryzował się otwartym od góry, cienko opancerzonym nadwoziem zamontowanym na podwoziu kołowym. Nie posiadał uzbrojenia. Pojazd był często używany przez dowódców motocyklowych lub zmotoryzowanych batalionów zwiadowczych, mimo że żadna z wersji nie była wyposażona w radio. Pancerz miał w założeniu powstrzymywać przeciwpancerne pociski 7,92 mm z odległości 30 metrów. Z niektórych zdjęć wynika, że część wozów Ausf. B miała zamontowane w przedziale załogi anteny radiowe oraz dodatkową płytę pancerną przytwierdzoną do dolnej części kadłuba z przodu.

### Ausf. A
6-kołowa wersja zaprojektowana i produkowana w 1937 przez Daimler-Benz. Była ona oparta na ciężarówce Krupp L2H 143 Prötze, wykorzystano podwozie, silnik i zawieszenie tego pojazdu, elementy te poddano jedynie niewielkim modyfikacjom. Układ jezdny został oparty na trzech osiach, z czego jedynie przednia była skrętna. Wszystkie osie były amortyzowane resorami piórowymi. Chłodzony powietrzem, 4-cylindrowy silnik benzynowy Krupp M304 o pojemności 3308 cm3 zapewniał maksymalną moc 60 KM. Wersja A dysponowała zbiornikiem paliwa o pojemności 110 litrów, który pozwalał na przejechanie 350 km po drodze lub 220 km w terenie. Prędkość maksymalna przy masie 5,2 tony wynosiła 70 km/h. Wymiary pojazdu to: 5,2 metra długości, 1,96 metra szerokości i 1,7 metra wysokości.

### Ausf. B
W roku 1941 Waffenamt złożyło zamówienie na projekt wersji B. Daimler–Benz tym razem oparł swoją konstrukcję na nowocześniejszym podwoziu 4×4 należącym do ciężkiego samochodu S.Pkw. Typ 1c. Wóz napędzany był 8-cylindrowym silnikiem Horch o mocy 81 KM. Nadwozie pozostało otwarte, jednak umożliwiono na nim montaż karabinu maszynowego MG 34 lub MG 42 głównie w celu obrony przeciwlotniczej. Wymiary tego pojazdu nie różniły się zbytnio od wersji A, wóz był krótszy o 20 centymetrów i wyższy o 10 centymetrów.

## Opancerzenie, Ausf. B
| Grubość/Kąt | Przód    | Boki     | Tył      | Góra/Spód |
| ----------- | -------- | -------- | -------- | --------- |
| Nadbudowa   | 8 mm/38° | 8 mm/35° | 8 mm/30° | brak      |
| Nadwozie    | 8 mm/35° | 8 mm/35° | 8 mm/36° | 6 mm      |